# Giải cờ vua M-Tel
Giải cờ vua M-Tel, tên chính thức tiếng Bulgaria: М-Тел Мастърс, tiếng Anh M-Tel Masters là một giải cờ vua thường niên được tổ chức từ năm 2005 đến 2009 tại Sofia, thủ đô của Bulgaria. Giải đấu lấy tên theo nhà tài trợ và cũng là nhà tổ chức, công ty mạng di động hàng đầu của Bulgaria M-Tel. Mỗi năm giải mời 6 đại kiện tướng hàng đầu (thường có hệ số điểm Elo trên 2700) tham dự, thi đấu theo thể thức vòng tròn 2 lượt. Địa điểm thi đấu tại khách sạn 5 sao Grand Hotel Sofia. Do những khó khăn về kinh tế, cũng như một số lý do khách quan nên giải đấu không còn được tổ chức từ 2010.

## Chi tiết các giải đấu

### Giải cờ vua M-Tel 2005
Giải đấu đầu tiên tổ chức từ ngày 11 đến 22 tháng 5 năm 2005, là một phần trong lễ kỉ niệm 10 năm công ty M-Tel, với sự tham dự của các kì thủ Viswanathan Anand, Veselin Topalov, Vladimir Kramnik, Michael Adams, Judit Polgár và Ruslan Ponomariov. Giải năm 2005 xếp theo tiêu chuẩn của FIDE thuộc nhóm 20 và là giải đấu mạnh nhất trong năm 2005 tính theo Elo trung bình các kì thủ tham dự (2744). Vô địch giải đấu là kì thủ chủ nhà Veselin Topalov, được tổng thống Bulgaria Georgi Parvanov trao thưởng .
| Thứ hạng | Kì thủ            | Điểm |
| -------- | ----------------- | ---- |
| 1        | Veselin Topalov   | 6½   |
| 2        | Viswanathan Anand | 5½   |
| 3        | Ruslan Ponomariov | 5    |
| 3        | Judit Polgár      | 5    |
| 5        | Vladimir Kramnik  | 4    |
| 5        | Michael Adams     | 4    |

### Giải cờ vua M-Tel 2006
Giải đấu năm 2006 tổ chức từ ngày 10 đến 21 tháng 5, với sự tham gia của Veselin Topalov, Viswanathan Anand, Ruslan Ponomariov, Peter Svidler, Étienne Bacrot và Gata Kamsky. Nhà văn Brasil Paulo Coelho đi nước đi đầu tiên của giải, trong khi đó tổng thống Georgi Parvanov khai mạc giải đấu.
Topalov vô địch lần thứ hai liên tiếp với phong độ cao khi về cuối giải, sau khi có thành tích không tốt ở giai đoạn đầu. Anh có 4 chiến thắng liên tiếp ở lượt thi đấu thứ hai để lên ngôi vô địch với 6½ điểm, đánh bại đối thủ chính Gata Kamsky ở vòng áp chót .
| Thứ hạng | Kì thủ            | 1   | 2   | 3   | 4   | 5   | 6   | Điểm |
| -------- | ----------------- | --- | --- | --- | --- | --- | --- | ---- |
| 1        | Veselin Topalov   | * * | 1 1 | 0 1 | ½ 0 | ½ 1 | ½ 1 | 6½   |
| 2        | Gata Kamsky       | 0 0 | * * | 1 ½ | 1 ½ | ½ 1 | 1 ½ | 6    |
| 3        | Viswanathan Anand | 1 0 | 0 ½ | * * | ½ ½ | 1 ½ | 1 ½ | 5½   |
| 4        | Peter Svidler     | ½ 1 | 0 ½ | ½ ½ | * * | 1 0 | ½ ½ | 5    |
| 5        | Ruslan Ponomariov | ½ 0 | ½ 0 | 0 ½ | 0 1 | * * | ½ ½ | 3½   |
| 6        | Étienne Bacrot    | ½ 0 | 0 ½ | 0 ½ | ½ ½ | ½ ½ | * * | 3½   |

### Giải cờ vua M-Tel 2007
Giải năm 2007 tổ chức từ ngày 9 đến 20 tháng 5, với sự tham dự của 6 kì thủ gồm Veselin Topalov, Liviu-Dieter Nisipeanu, Shakhriyar Mamedyarov, Gata Kamsky, Michael Adams và Krishnan Sasikiran. Topalov vô địch giải đấu lần thứ ba liên tiếp một cách kịch tính, sau khi thắng kì thủ đang dẫn đầu giải Sasikiran ở vòng cuối cùng .
| Thứ hạng | Kì thủ                 | 1   | 2   | 3   | 4   | 5   | 6   | Điểm |
| -------- | ---------------------- | --- | --- | --- | --- | --- | --- | ---- |
| 1        | Veselin Topalov        | * * | 1 1 | 0 ½ | ½ ½ | 0 1 | ½ ½ | 5½   |
| 2        | Krishnan Sasikiran     | 0 0 | * * | ½ 1 | 1 0 | ½ ½ | ½ 1 | 5    |
| 3        | Shakhriyar Mamedyarov  | 1 ½ | ½ 0 | * * | 1 0 | ½ ½ | ½ ½ | 5    |
| 4        | Gata Kamsky            | ½ ½ | 0 1 | 0 1 | * * | ½ ½ | ½ ½ | 5    |
| 5        | Liviu-Dieter Nisipeanu | ½ ½ | ½ ½ | ½ ½ | ½ ½ | * * | 0 1 | 5    |
| 6        | Michael Adams          | ½ ½ | ½ ½ | ½ 0 | ½ ½ | 1 0 | * * | 4½   |

### Giải cờ vua M-Tel 2008
Giải M-Tel 2008 tổ chức từ ngày 8 đến 18 tháng 5, với sự tham dự của 6 kì thủ gồm hai kì thủ chủ nhà Veselin Topalov và Ivan Cheparinov cùng 4 kì thủ hàng đầu Vassily Ivanchuk, Levon Aronian, Teimour Radjabov và Bốc Tường Chí. Giải đấu thuộc nhóm 20 (Elo trung bình 2737). Vassily Ivanchuk vô địch với một khoảng cách điểm lớn (1½ so với người về nhì là Topalov). Ivanchuk thắng liên tiếp 5 ván đầu, cả giải đấu không thua ván nào và thắng điểm trong 2 ván đấu với mỗi kì thủ còn lại. Topalov, nhà vô địch giải 3 năm liên tiếp, xếp thứ nhì .
| Thứ hạng | Kì thủ           | 1   | 2   | 3   | 4   | 5   | 6   | Điểm |
| -------- | ---------------- | --- | --- | --- | --- | --- | --- | ---- |
| 1        | Vassily Ivanchuk | * * | 1 ½ | 1 ½ | 1 1 | 1 ½ | 1 ½ | 8    |
| 2        | Veselin Topalov  | 0 ½ | * * | ½ ½ | 1 1 | 1 0 | 1 1 | 6½   |
| 3        | Teimour Radjabov | 0 ½ | ½ ½ | * * | ½ ½ | ½ 1 | ½ 1 | 5½   |
| 4        | Ivan Cheparinov  | 0 0 | 0 0 | ½ ½ | * * | 1 1 | ½ ½ | 4    |
| 5        | Bốc Tường Chí    | 0 ½ | 0 1 | ½ 0 | 0 0 | * * | ½ ½ | 3    |
| 6        | Levon Aronian    | 0 ½ | 0 0 | ½ 0 | ½ ½ | ½ ½ | * * | 3    |

### Giải cờ vua M-Tel 2009
Giải M-Tel 2009 tổ chức từ ngày 12 đến 23 tháng 5. Ngoài tay cờ thường trực của nước chủ nhà, số 1 thế giới Veselin Topalov, giải còn có sự tham gia của đương kim vô địch Vassily Ivanchuk và các đại kiện tướng khác là Magnus Carlsen, Alexei Shirov, Vương Nguyệt và Leinier Domínguez. Giải đấu thuộc nhóm 21 (Elo trung bình 2755). Trong giai đoạn xuống phong độ, Ivanchuk không những không bảo vệ được chức vô địch mà còn xếp cuối cùng. Trước vòng đấu cuối cùng Carlsen còn dẫn đầu với ½ điểm hơn tốp sau, nhưng Shirov đã đánh bại Carlsen ở ván cuối cùng để lên ngôi vô địch. Topalov bằng điểm Carlsen, xếp thứ ba .
| Thứ hạng | Kì thủ            | 1   | 2   | 3   | 4   | 5   | 6   | Điểm |
| -------- | ----------------- | --- | --- | --- | --- | --- | --- | ---- |
| 1        | Alexei Shirov     | * * | ½ 1 | ½ ½ | ½ ½ | ½ ½ | 1 1 | 6½   |
| 2        | Magnus Carlsen    | ½ 0 | * * | 1 ½ | ½ 1 | ½ 1 | ½ ½ | 6    |
| 3        | Veselin Topalov   | ½ ½ | 0 ½ | * * | 1 ½ | ½ ½ | 1 1 | 6    |
| 4        | Vương Nguyệt      | ½ ½ | ½ 0 | 0 ½ | * * | ½ ½ | 1 ½ | 4½   |
| 5        | Leinier Domínguez | ½ ½ | ½ 0 | ½ ½ | ½ ½ | * * | ½ 0 | 4    |
| 6        | Vassily Ivanchuk  | 0 0 | ½ ½ | 0 0 | 0 ½ | ½ 1 | * * | 3    |